# Moses Nagamootoo
Moses Veerasammy Nagamootoo (30 de novembro de 1947) é um político guianês. Atuou como primeiro-ministro da República Cooperativa da Guiana de 2015 até 2020, nomeado pelo presidente David Granger em maio de 2015.